# Balise de signalisation routière en Allemagne
Dans le domaine routier, une balise est un dispositif implanté pour guider les usagers ou leur signaler un risque particulier, ponctuel ou linéaire, sur un itinéraire traité de façon homogène.
L'objet de la signalisation de danger est d'attirer de façon toute spéciale l'attention des usagers de la route aux endroits où leur vigilance doit redoubler en raison de la présence d'obstacles ou de points dangereux.
Le présent article est consacré aux balises, numérotées de 600 à 630 en Allemagne.

## Typologie selon la fonction
On distingue :
- Les délinéateurs ;
- Les balises routières d’alignement ;
- Les balises routières de guidage.

## Typologie selon la nature
On distingue :
- les balises souples, c'est-à-dire les dispositifs de balisages implantés de manière permanente ou temporaire et susceptibles de ne pas présenter de déformations irréversibles après choc en axe ou passage de roues;
- les balises rigides, qui peuvent se déformer mais doivent résister à certaines sollicitations.

## Liste de balises utilisées en Allemagne
- 600-30 : Absperrschranke (balise d'arrêt)
- 600-60 : Sperrpfosten (Schraffur waagerecht)
- 605 : Leitbake (Warnbake)
- 610 : Leitkegel
- 615 : fahrbare Absperrtafel (balise d'arrêt mobile)
- 616 : fahrbare Absperrtafel mit Blinkpfeil (panneau d'arrêt mobile avec flèche optique)
- 620-40 : Leitpfosten (rechts)
- 620-41 : Leitpfosten (links)
- 625-11 : Richtungstafel in Kurven (rechts)
- 628-10 : Leitschwelle mit Leitbake (rechts)
- 629-11 : Leitbord mit Leitbake, (Aufstellung rechts)
- 630-10 : Park-Warntafel (links)
- 630-20 : Park-Warntafel (rechts)

## Galerie

Balise 600-30
Balise 600-60
Balise 605
Balise 610
Balise 615
Balise 616
Balise 620-40 (droite)
Balise 620-41 (gauche)
Balise 625-11 (droite)
Balise 628-10 (droite)
Balise 629-11 (droite)
Balise 630-10 (gauche)
Balise 630-20 (droite)